# Coleophora albostraminata
Coleophora albostraminata là một loài bướm đêm thuộc họ Coleophoridae. Nó được tìm thấy ở Tây Ban Nha.